# Tuomo Ruutu
Tuomo Lisakki Ruutu (* 16. února 1983, Vantaa, Finsko) je bývalý finský hokejový útočník, který odehrál 13 sezón v severoamerické lize NHL. Kariéru ukončil po sezóně 2016/17 ve švýcarském HC Davos. Od roku 2019 je členem realizačního týmu New York Rangers.

## Kariéra
Ruutu poprvé nastoupil ve finské SM-liize v sezóně 1999–00 za IFK Helsinky. Další dvě sezóny strávil v Jokeritu, kde se naplno v SM-liize prosadil. V draftu NHL 2001 byl vybrán na celkově 9. místě týmem Chicago Blackhawks. V roce 2003 odešel do zámoří, kde v sezóně 2003–04 začal nastupovat za Chicago v NHL. Během výluky NHL v sezóně 2004–05 nehrál, protože doléčoval zranění a jako expert se věnoval komentování zápasů Mistrovství světa pro finskou televizi společně s dalším hráčem NHL Ville Nieminenem. Po výluce se do NHL vrátil, ale většinu sezóny 2005–06 vynechal kvůli zraněním zad a kotníku. Na Mistrovství světa 2004 reprezentoval Finsko. 26. února 2008 byl vyměněn za Andrewa Ladda do Caroliny Hurricanes a hned poté podepsal s Hurricanes dvouletou smlouvu. 23. července 2009 prodloužil s Hurricanes smlouvu o další tři roky. Ruutu byl nominován do finské reprezentace pro Olympijské hry 2010 ve Vancouveru, kde získali bronzové medaile. Na úspěchy v reprezentaci navázal při Mistrovství světa 2011 na Slovensku, kde s finskou reprezentací vyhráli zlaté medaile. Dne 5. března 2014, při posledním přestupovém dnu v NHL byl vyměněn za Andreje Loktionova a výběr ve třetím kole draftu v roce 2017 do týmu New Jersey Devils.

## Úspěchy

### Kolektivní úspěchy
- Zlatá medaile na MS do 18 let – 2000
- Stříbrná medaile na MSJ – 2001
- Bronzová medaile na MSJ – 2002, 2003
- Finalista Světového poháru – 2004
- Bronzová medaile na MS – 2006, 2008
- Stříbrná medaile na MS – 2007
- Bronzová medaile na ZOH – 2010
- Zlatá medaile na MS – 2011

## Prvenství
- Debut v NHL – 8. října 2003 (Chicago Blackhawks proti Minnesota Wild)
- První gól v NHL – 19. října 2003 (Chicago Blackhawks proti Nashville Predators, kanadskému brankáři Chris Mason)
- První asistence v NHL – 12. listopadu 2003 (Chicago Blackhawks proti Calgary Flames)
- První hattrick v NHL – 26. prosince 2009 (Carolina Hurricanes proti Dallas Stars)

## Klubová statistika
| Sezóna        | Klub                | Soutěž        |     | Základní část | Základní část | Základní část | Základní část | Základní část |   | Play off | Play off | Play off | Play off | Play off |
| Sezóna        | Klub                | Soutěž        | Z   | G             | A             | B             | TM            | Z             | G | A        | B        | TM       |          |          |
| 1999–00       | HIFK Hockey         | SM-s 18       | 5   | 0             | 3             | 3             | 12            | 3             | 1 | 2        | 3        | 2        |          |          |
| 1999–00       | HIFK Hockey         | SM-l 20       | 35  | 11            | 16            | 27            | 32            | 3             | 0 | 1        | 1        | 4        |          |          |
| 1999–00       | HIFK Hockey         | SM-l          | 1   | 0             | 0             | 0             | 2             | —             | — | —        | —        | —        |          |          |
| 2000–01       | Jokerit             | SM-l 20       | 2   | 1             | 0             | 1             | 0             | —             | — | —        | —        | —        |          |          |
| 2000–01       | Jokerit             | SM-l          | 47  | 11            | 11            | 22            | 94            | 5             | 0 | 0        | 0        | 4        |          |          |
| 2001–02       | Jokerit             | SM-l          | 51  | 7             | 16            | 23            | 69            | 10            | 0 | 6        | 6        | 29       |          |          |
| 2002–03       | HIFK                | SM-l          | 30  | 12            | 15            | 27            | 24            | —             | — | —        | —        | —        |          |          |
| 2003–04       | Chicago Blackhawks  | NHL           | 82  | 23            | 21            | 44            | 58            | —             | — | —        | —        | —        |          |          |
| 2005–06       | Chicago Blackhawks  | NHL           | 15  | 2             | 3             | 5             | 31            | —             | — | —        | —        | —        |          |          |
| 2006–07       | Chicago Blackhawks  | NHL           | 71  | 17            | 21            | 38            | 95            | —             | — | —        | —        | —        |          |          |
| 2007–08       | Chicago Blackhawks  | NHL           | 60  | 6             | 15            | 21            | 75            | —             | — | —        | —        | —        |          |          |
| 2007–08       | Carolina Hurricanes | NHL           | 17  | 4             | 7             | 11            | 16            | —             | — | —        | —        | —        |          |          |
| 2008–09       | Carolina Hurricanes | NHL           | 79  | 26            | 28            | 54            | 79            | 16            | 1 | 3        | 4        | 8        |          |          |
| 2009–10       | Carolina Hurricanes | NHL           | 54  | 14            | 21            | 35            | 50            | —             | — | —        | —        | —        |          |          |
| 2010–11       | Carolina Hurricanes | NHL           | 82  | 19            | 38            | 57            | 54            | —             | — | —        | —        | —        |          |          |
| 2011–12       | Carolina Hurricanes | NHL           | 72  | 18            | 16            | 34            | 50            | —             | — | —        | —        | —        |          |          |
| 2012–13       | Carolina Hurricanes | NHL           | 17  | 4             | 5             | 9             | 8             | —             | — | —        | —        | —        |          |          |
| 2013–14       | Carolina Hurricanes | NHL           | 57  | 5             | 11            | 16            | 34            | —             | — | —        | —        | —        |          |          |
| 2013–14       | New Jersey Devils   | NHL           | 19  | 3             | 5             | 8             | 10            | —             | — | —        | —        | —        |          |          |
| 2014–15       | New Jersey Devils   | NHL           | 77  | 7             | 6             | 13            | 28            | —             | — | —        | —        | —        |          |          |
| 2015–16       | New Jersey Devils   | NHL           | 33  | 0             | 1             | 1             | 8             | —             | — | —        | —        | —        |          |          |
| 2016–17       | HC Davos            | NLA           | 26  | 5             | 7             | 12            | 22            | 6             | 0 | 1        | 1        | 2        |          |          |
| Celkem v SM-l | Celkem v SM-l       | Celkem v SM-l | 129 | 30            | 42            | 72            | 181           | 15            | 0 | 6        | 6        | 33       |          |          |
| Celkem v NHL  | Celkem v NHL        | Celkem v NHL  | 735 | 148           | 198           | 346           | 596           | 16            | 1 | 3        | 4        | 8        |          |          |

## Reprezentace
| Rok                       | Tým                       | Soutěž                    | Z  | G  | A  | B  | TM |
| ------------------------- | ------------------------- | ------------------------- | -- | -- | -- | -- | -- |
| 2000                      | Finsko 18                 | MS-18                     | 7  | 6  | 2  | 8  | 0  |
| 2001                      | Finsko 20                 | MSJ                       | 7  | 1  | 3  | 4  | 4  |
| 2002                      | Finsko 20                 | MSJ                       | 7  | 4  | 1  | 5  | 10 |
| 2003                      | Finsko 20                 | MSJ                       | 7  | 2  | 8  | 10 | 6  |
| 2004                      | Finsko                    | SP                        | 6  | 1  | 2  | 3  | 4  |
| 2006                      | Finsko                    | MS                        | 9  | 0  | 0  | 0  | 49 |
| 2007                      | Finsko                    | MS                        | 8  | 3  | 3  | 6  | 20 |
| 2008                      | Finsko                    | MS                        | 9  | 4  | 2  | 6  | 8  |
| 2010                      | Finsko                    | OH                        | 6  | 1  | 0  | 1  | 2  |
| 2011                      | Finsko                    | MS                        | 9  | 6  | 0  | 6  | 8  |
| 2014                      | Finsko                    | OH                        | 6  | 1  | 4  | 5  | 2  |
| 2015                      | Finsko                    | MS                        | 8  | 1  | 1  | 2  | 4  |
| Juniorská kariéra celkově | Juniorská kariéra celkově | Juniorská kariéra celkově | 28 | 13 | 14 | 27 | 20 |
| Seniorská kariéra celkově | Seniorská kariéra celkově | Seniorská kariéra celkově | 61 | 17 | 12 | 29 | 97 |